# Uhart-Mixe
Uhart-Mixe (tiếng Basque: Uharte-Hiri) là một xã thuộc tỉnh Pyrénées-Atlantiques trong vùng Aquitaine miền tây nam nước Pháp.